# Nefertiti
Nefer-neferuaten Nefer-titi (/ˌnɛfərˈtiːti/; khoảng 1370 TCN – khoảng 1330 TCN) là Vương hậu Ai Cập và là vợ cả của Pharaoh Akhenaten, thường được biết qua danh hiệu Amenhotep IV. Nefertiti và chồng được biết đến với cuộc cách mạng tôn giáo, trong đó họ chỉ thờ một thần, Aten, hay đĩa Mặt Trời. Bà cùng trị vì với chồng mình với tư cách Nữ chúa của Ai Cập, trong một thời kì mà được đánh giá là giàu có nhất của Ai Cập cổ đại.
Một số học giả tin rằng bà đã từng trị vì với tư cách của một Pharaoh sau khi chồng mình qua đời, với cái tên Neferneferuaten. Nếu thật là vậy, triều đại của bà chứng kiến sự sụp đổ của Amarna và sự kiện Ai Cập dời đô đến Thebes. Sau đó, bà nhượng vị cho con rể và cũng là con chồng, Tutankhamun.
Bà nổi tiếng trong lịch sử Ai Cập vì bức tượng đất nung chỉ có một con mắt, trở thành 1 trong 4 vị Nữ chúa nổi tiếng nhất khi người ta biết đến Ai Cập cổ đại, bên cạnh Cleopatra, Hatshepsut và Nefertari.

## Thân thế
Một số học giả cho rằng Nefertiti chính là công chúa Tadukhipa (hay Tadukhepa) của Vương quốc Mitanni. Theo lịch sử, công chúa Tadukhipa kết hôn với Pharaoh Amenhotep III để củng cố mối quan hệ của hai đế chế. Amenhotep III qua đời sau khi Tadukhipa tới Ai Cập không lâu. Vì thế, công chúa lại tái giá với con trai của chồng là Amenhotep IV (Akhenaten sau này).
Cũng có quan điểm cho rằng, bà là con gái/cháu gái của Ay, người sau này cầm quyền khi Tutankhamun qua đời, nhưng điều đó nhanh chóng bị bác bỏ.
Không biết rõ chính xác thời gian diễn ra hôn lễ của Nefertiti vị Pharaoh Akhenaton. Nhưng người ta tin rằng bà kết hôn năm 15 tuổi, trước khi Akhenaten lên ngôi. Bà có với Akhenaton 6 người con gái, lần lượt là:
1. Meritaten, có thể là Neferneferuaten.
2. Meketaten, chết trong khi sinh con (có thuyết cho là vì bệnh dịch).
3. Ankhesenamun (Ankhesenamen), vừa là chị/em gái, vừa là vợ của Tutankhamun. Sau khi Tut mất, bà lấy Ay.
4. Neferneferuaten Tasherit, có thể là Neferneferuaten. Chết trước khi Tut lên ngôi.
5. Neferneferure, chết vì bệnh dịch.
6. Setepenre (Sotepenre), chết trẻ.

Có giả thuyết cho rằng Akhenaten đã lấy chính con gái của mình làm vợ, là Meritaten, Ankhesenamun và Meketaten.

## Cuộc đời

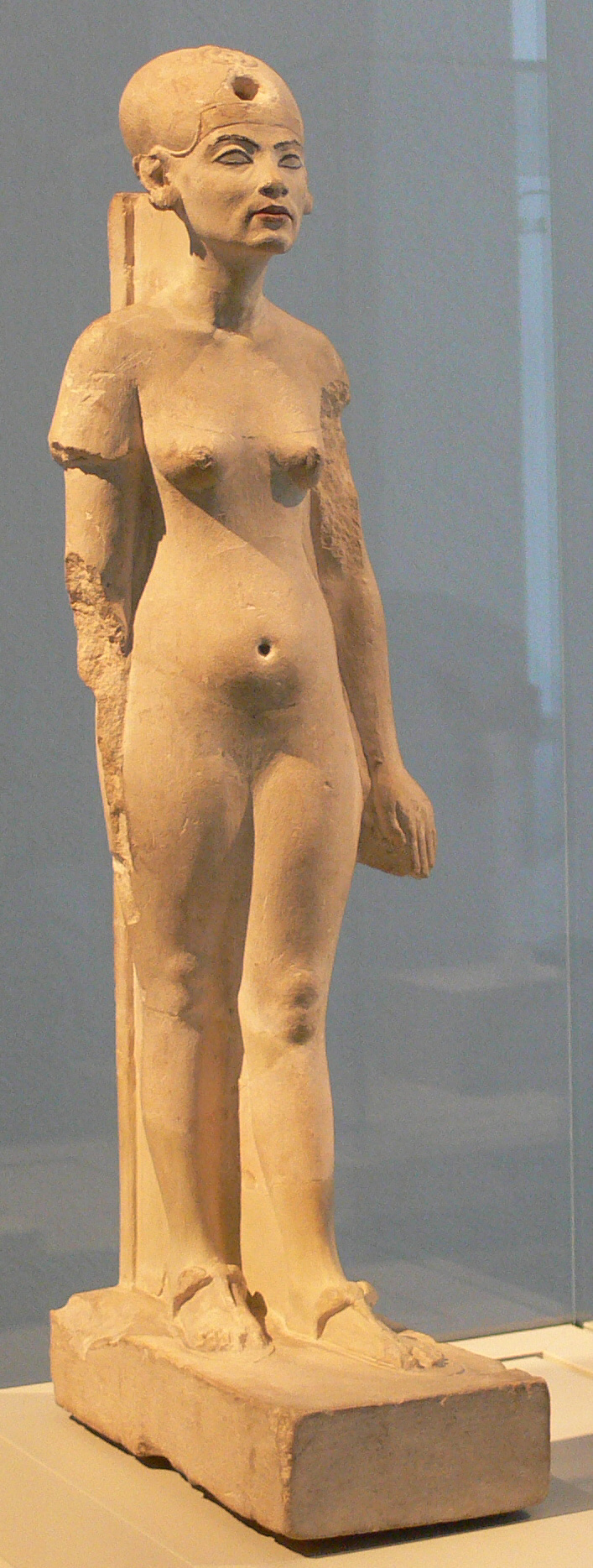
Bức tượng thạch cao Nefertiti được trưng bày tại Berlin

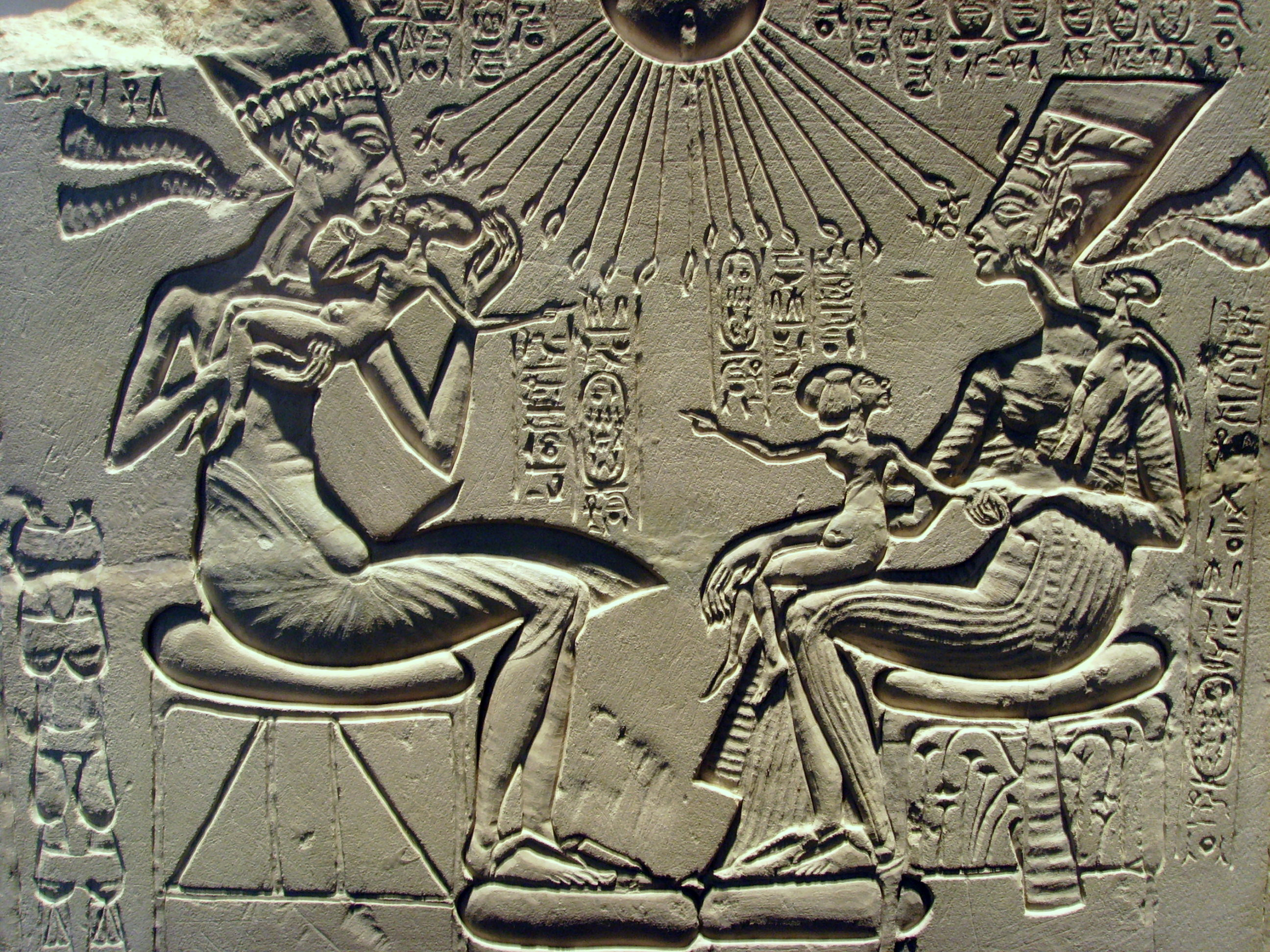
Akhenaten và Nefertiti chơi đùa bên con gái.

Cuộc đời trước của bà hết sức bí ẩn, dù nhiều học giả cho rằng bà là công chúa Tadukhipa của Mitanni. Nefertiti được đề cập lần đầu khi người ta tìm thấy mộ (TT188) của Parennefer, một cố vấn của Akhenaten, vị Pharaoh trẻ được tháp tùng bởi một phụ nữ hoàng tộc, và đó là miêu tả sớm nhất về Nefertiti. Vị vua và vợ của ông đang được mô tả thờ phụng thần Aten. Trong mộ của Tể tướng Ramose, Nefertiti được mô tả đứng phái sau Akhenaten trong một buổi lễ chào đón Ramose.
Vào những năm đầu trị vì ở Thebes, Akhenaten có nhiều ngôi đền được dựng lên ở Karnak. Và một trong số đó, Mansion of the Benben (hwt-ben-ben) được dành cho Nefertiti. Bà được khắc họa cùng cô con gái Meritaten, đôi khi có cả Meketaten. Trong một số Talatat, Nefertiti xuất hiện thường xuyên bên cạnh Akhenaten. Có thể kết luận, bà vừa được miêu tả như một Vương hậu giúp đỡ chồng mình là Pharaoh, lại vừa xuất hiện trong vài tình huống vốn chỉ đặc quyền của một Pharaoh.
Trong năm trị vì thứ tư của Akhenaten, vị Pharaoh dời đô từ Akhataten (bây giờ là Amarna). Và sang năm sau, Pharaoh chính thức đổi tên hiệu thành Akhataten, và từ đó Nefertiti được đề cập đến với tôn hiệu Neferneferuaten Nefertiti. Sự đổi tên hiệu, không chỉ đánh dấu cuộc cách mạng độc tôn Aten của Amenhotep IV, mà còn chính thức xác nhận quyền lực và ảnh hưởng ngang bằng, thậm chí vượt trội của Nefertiti đối với chồng mình. Nó đổi tình hình tôn giáo Ai Cập từ đa thần trở thành độc thần giáo (người ta gọi là Monolatry).
Bà cũng được cho là đã có một triều đại độc lập sau cái chết của chồng và con chồng, với tên gọi là Ankhkheperure Neferneferuaten. Tuy nhiên đây chỉ là suy đoán.

## Lăng mộ
Vào ngày 9 tháng 6 năm 2003, nhà Ai Cập học ở Đại học New York, Mỹ, Joann Fletcher, cho rằng xác ướp "Quý bà trẻ" (Younger Lady) là của Nefertiti. Nhà nghiên cứu người Pháp Marc Gabolde cũng nghiêng về ý kiến của Fletcher. Hầu hết các nhà Ai Cập học đều bác bỏ tuyên bố của Fletcher. Họ cho rằng, "Quý bà trẻ" chính là mẹ đẻ của Tutankhamun, Kiya.
Vào năm 2015, tiến sĩ Nicholas Reeves, nhà khảo cổ thuộc trường Đại học Arizona, Mỹ tin rằng ông đã tìm thấy 2 lối đi bí mật trong lăng mộ Pharaoh Tutankhamun. Ông khám phá ra dấu tích của hai con đường mà những người xây dựng lăng mộ đã bịt kín lại. Một trong hai con đường này dẫn đến phòng chôn cất chưa hề bị đụng tới, nhiều khả năng có chứa thi hài Nefertiti.
Reeves đưa ra giả thuyết rằng, kích thước lăng mộ Pharaoh Tutankhamun nhỏ hơn so với nơi an nghỉ thông thường của một vị vua Ai Cập. Kích thước không tương xứng và cách bố trí của nó cho thấy, đây là phần lăng mộ mở rộng được thiết kế trước đó dành cho Nữ vương. Ông đi đến kết luận, lăng mộ nhiều khả năng dành cho một Nữ vương Ai Cập vào cuối triều đại thứ 18, mà Nefertiti là người phụ nữ duy nhất nằm trong vị trí này. Cũng theo Reeves, Tutankhamun qua đời đột ngột mà không có sự chuẩn bị trước, nên được chôn cất tạm thời trong lăng mộ vốn không phải dành cho nhà vua, mà cho mẹ kế của ông, Nefertiti.
Vào ngày 2/2/2018, các nhà khoa học đã tiến hành quét radar lăng mộ của Tutankhamun để tìm kiếm căn phòng bí ẩn, được cho là nơi chôn cất của Nefertiti. Đây là lần thứ 3 trong vòng 2 năm tìm kiếm căn phòng bí ẩn này.

## Phục dựng khuôn mặt
Vào đầu năm 2018, gương mặt của Nefertiti được tiết lộ trong chương trình Expedition Unknown trên kênh Travel Channel. Theo đó, một nhóm các nhà khoa học thuộc Đại học Bristol đã dựa vào hộp sọ của xác ướp "Quý bà trẻ" để phục dựng khuôn mặt của bà. Điều này đã dấy lên một cuộc tranh cãi giữa các nhà khoa học.
Điều đáng nói là, xác ướp "Quý bà trẻ" được xác định là mẹ đẻ của Tutankhamun và là một người con gái chưa biết tên của pharaoh Amenhotep III và Tiye; tức là chị em ruột cùng cha cùng mẹ của Akhenaten. Thứ hai, Nefertiti chỉ là mẹ kế của Tut, và bà không phải là con gái của Pharaoh Amenhotep III và Tiye. Và người ta cũng chưa đưa ra kết luận chính xác rằng, xác ướp "Quý bà trẻ" có đúng là của Nefertiti hay không.